# Ixora floribunda
Ixora floribunda là một loài thực vật có hoa trong họ Thiến thảo. Loài này được (A.Rich.) Griseb. mô tả khoa học đầu tiên năm 1866.